# Bénin (cours d'eau)
Pour les articles homonymes, voir Bénin (homonymie).
Le Bénin est un cours d'eau du Nigeria situé dans le Nord-Ouest du delta du Niger et au sud-ouest de Benin City.

## Géographie
Le Bénin, appelé aussi autrefois Rio Formoso, nait de la confluence de l'Ethiope et de l'Ossimo, à la hauteur de la ville de Sapele, au sud-est de l'État d'Edo. Entièrement navigable, il se dirige vers l'ouest puis le sud-ouest, longe la réserve de chasse d'Ologbo avant de se jeter dans le golfe de Guinée, au nord-ouest de Warri (État du Delta).
Il possède deux principaux affluents en rive droite, l'Ossiomo et l'Osse.
Son cours est utilisé par des pirates se livrant à des enlèvements de personnes,,.

## Pollution
Les eaux du système Ethiope-Bénin sont polluées, en particulier par des métaux lourds.

## Commerce
La rivière agit comme un drain pour diverses installations de transformation du pétrole le long de son tronçon de rivière. La ville de Koko est connue comme une zone de prospection et de traitement du pétrole et abrite divers dépôts de produits pétroliers, des raffineries locales illégales, des usines de lubrification et des sociétés de distribution de pétrole. La rivière est également la plaque tournante de diverses activités commerciales, notamment un point de collecte d'huile de palme, de grains et de bois. D'autres activités autour du fleuve et de son port incluent la pêche qui comprend la récolte d'écrevisses et de crevettes. La rivière est aussi utilisée pour le transport, car elle est large et profonde, tandis que les terres arables adjacentes sont utilisées pour des activités agricoles et commerciales.

## Développements récents
Le gouvernement de l'État d'Edo, sous la direction de Godwin Obaseki, a pris des mesures pour accélérer et achever le projet de port proposé en cours sur la rivière Bénin. Ce projet est mis en œuvre rapidement afin d'augmenter les recettes de l'État et faciliter le transport de matières premières à l'intérieur et à l'extérieur de l'État. Ce projet est le fruit d'une collaboration entre le ministère fédéral des transports, l'autorité portuaire nigériane, le gouvernement de l'État d'Edo et le conseiller en transactions CPCS Transcom du Canada,.
Le Port d'Anvers a également collaboré avec le gouvernement de l'État d'Edo pour rendre le projet facile et rapide à réaliser et pour que le port de Bénin devienne à la fois un port de manutention de marchandises et un complexe industriel afin d'améliorer la production et la promotion industrielles dans l'État d'Edo,.